# Entertainment One Music
Entertainment One Music, también estilizada como EOne Music, es una compañía discográfica independiente dirigida por Koch Entertainment en los Estados Unidos.
Tiene igual la discográfica varias subsidiarias y filiales como Last Gang Records, Death Row Records, DRG Records, Light Records, Dualtone Records y La Comission